# マッハバイト
マッハバイトは、株式会社リブセンスが運営する成功報酬型アルバイト求人サイト。

## 概要
運営元のリブセンスは2006年2月に設立され、その2ヶ月後である2006年4月にアルバイト求人サイト「ジョブセンス」のサービスが開始された。
2017年9月に「ジョブセンス」は「マッハバイト」に変更・リニューアルされた。
特徴としては、求人広告の無料掲載（成功報酬型）や、求職者に対しての採用祝い金（マッハボーナス）などがある。イメージキャラクターはマッハ先輩。
ウェブサイトの他に、iOSアプリ および Androidアプリがある。
プロモーションとして、「ハイパーリアルマッハバイト」「シンギュラリティ駆逐度診断」「神マッハバイト」を行っている。

## 略歴
- 2006年4月 - リブセンスがマッハバイトの前身となるジョブセンスを立ち上げ
  - 当時では画期的な成功報酬型のビジネスモデルや採用祝い金により、知名度をあげた。
- 2017年9月 - ジョブセンスからマッハバイトにリニューアル
  - 「すぐにバイトが見つかる」「すぐにお金がもらえる」といった「すぐ」をコンセプトとしたサービスとなった。
- 2018年9月 - マッハバイトリニューアル後1年で「マッハボーナス」総額が2.5億円に到達[7]

- 2019年2月 - iOS版公式アプリをリリース[8]
- 2019年10月 - NPO法人など非営利組織を対象に、利用料を7割引とする（NPO割引）[9]
- 2020年2月 - Android版公式アプリをリリース[10]